# ラーガ
ラーガ (राग / IAST: rāga) は、インド古典音楽の音楽理論に現れる旋法であると同時に、精神性の観点から説明すれば自然や宇宙の空気やリズムを表すものである。
北インドではラーグ (rāg) という。単数形ラーグあるいはラーガ、複数形ラーガム (रागं / rāgam)。サンスクリット語「色」「情熱」に由来する。

## 歴史
インド古典音楽の由来は古く、ヒンドゥー教におけるモクシャ（解脱）とカーマ （欲望）を目指す芸術として発展したものである。釈迦は娯楽目的の音楽を戒めたが、讃歌を詠唱することは奨励した。 例えば、仏教の正典である三蔵の多くには法の道を歩む者のためのダシャシラ（十戒）が記されているが、その中に「歌舞音曲、世俗的な見世物を禁ずる」という戒律がある。在俗の仏教徒は音楽や踊りを許されているが、仏教が重視してきたのはあくまでも讃歌であってラーガではない。
ラーガは踊りや音楽とともにヒンドゥー教に不可欠なものであり、ヒンドゥー教徒の中には音楽は霊魂修行であり、モクシャ（解脱）への過程であると考える者もいる。 ラーガは世界に元から存在していて、奏者はそれを発明するのではなく発見するだけであると、ヒンドゥーの伝統では信じられている。音楽が人間に訴えかける力を持つのは音楽にこそ世界の調和が現れるからだ、という思想もある。更には、ラーガは神の顕現とされ、その音符は複雑な人格を持つ神や女神として理解されていた。 ヒンドゥーの古典籍の中には、音楽をテーマとするものもあり 、例えばサーマ・ヴェーダ（紀元前1000年頃）はリグ・ヴェーダの一部を歌詞に旋律をつけた歌詠集である。
西暦1千年紀の半ば頃に起こったヒンドゥー教のバクティ運動においては、ラーガは精神性を追求する音楽の不可欠な要素となった。特にバジャンとキルタンが、南インドの初期バクティ派によって作曲・演奏された。バジャンは、旋律的ラーガを土台にした自由形式の礼拝用音楽である。キルタンは、より多面的な構成のある合奏音楽で、問答や論議に似た掛け合いの形式を持っている。後者は複数の楽器を使用し 、ヒンドゥー教の神々であるシヴァ（Bhairava）やクリシュナ（Hindola）に関連したものなど、様々なラーガを取り入れている。
13世紀初頭にマハーラーシュトラ州のヤーダヴァ王朝のシガナ王の庇護を受けたシャールンガデヴァが著したサンスクリット語の典籍『サンギータ・ラトゥナーカラ』には、253のラーガが解説されている。これは現存するラーガの構造、技法、理論に関する最も体系的な論考の一つである。
ラーガを宗教的音楽に取り入れる伝統は、ジャイナ教や、インド亜大陸北西部でナーナクが創始したインドの宗教であるシク教にも見られる。 シク教の経典では、聖句は個々のラーガに付随し、そのラーガの規則に従って歌われる 　。シク教とパンジャビ教の研究者パシャウラ・シング教授によると、古代インドの伝統的なラーガとターラ(インド古典音楽の拍節法：英語版)は、シク教のグルたちによって宗教歌に組み込まれたという。更には、シク教のキルタンを演奏するのにヒンドゥー音楽の伝統的楽器が使われた。
インド亜大陸のイスラム統治時代、特に15世紀以降、イスラムの神秘主義であるスーフィズムは、カッワーリーと呼ばれる礼拝的な歌と音楽を発展させたが、それにはラーガやターラの要素が取り込まれた。

## 理論
ラーガは、結果の音だけに着目すればインドで使用される非常にきめの細かい旋法と言えるが、正確には森羅万象を含む宇宙と一体化した精神状態を音として表現する行為全体を指す。ラーガの発音は割りきれない微妙なピッチの変化を含むため、正確な記号化は不可能で、口伝による習得が基本となる。従って、音階と同一視してはならない。音階はあくまでもラーガの構成要素の一部でしかない。
ラーガは基本的に旋律を構築するための規則で、音列と同時に、メロディーの上行・下降の動きを定めるものである。つまり、音列上の特定の音をより強調する、より控え目にする、装飾音をつける、ビブラート等の規則があり、さらに使用すべき旋律形および避けるべき旋律形等の規則が存在する。それらの規則の枠組みの中で作曲や即興演奏がなされることにより、そのメロディーがどのラーガであるかが判別することが可能となり、その規則のなかでの無限の変奏が可能となる。
各々のラーガには演奏するのにふさわしい時間帯が決められている。真夜中のラーガ（ミ♭、シ♭を使う）、夜明け前のラーガ（レ♭、ラ♭を主に使う）、日の出のラーガ（レ♭、ミ♭を使う）、という具合に、24時間を10の区分に分けている。また、ラーガには込めるべき感情（ラサ）が10種類規定されている。形式の古いラーガほど感情は抑制され、神への献身や祈りが中心となる。
ラーガを西洋の音階で正確に表すことはできないが、ほぼ対応する音があるので、ここでは便宜的に西洋の音階を援用して説明する。
| インド音名               | 略号 | 西洋音名 |
| ------------------------ | ---- | -------- |
| シャドジャ               | Sa   | ド       |
| ヴィクリタ・リシャバ     | ri   | レ♭      |
| リシャバ                 | Ri   | レ       |
| ヴィクリタ・ガーンダーラ | ga   | ミ♭      |
| ガーンダーラ             | Ga   | ミ       |
| マディヤマ               | Ma   | ファ     |
| ヴィクリタ・マディヤマ   | ma   | ファ#    |
| パンチャマ               | Pa   | ソ       |
| ヴィクリタ・ダイヴァタ   | dha  | ラ♭      |
| ダイヴァタ               | Dha  | ラ       |
| ヴィクリタ・ニシャーダ   | ni   | シ♭      |
| ニシャーダ               | Ni   | シ       |

この12の音はスヴァラと呼ばれる。基本のスヴァラSa Ri Ga Ma Pa Dha Niは、西洋のドレミファソラシとほぼ同じものである。
この12のスヴァラから、5–7音を取って音階とする。音階にはそれぞれ名前も付いており例えば
- ブーパーリー: ドレミソラ / ラソミレド （夜）
- ドゥルガー・カリヤーン: ドレミファ#ソラシド- / ド-シラソファ#ミレ ファレラ-ド （夜）

である。音が上昇する時、下降する時には決まったスヴァラが用いられ、上昇途中、下降途中にはこれから外れる音は入らない。ただし、奏者が時々あえてこの規則を崩して芸術性を持たせることもある。
また、この12の音がスヴァラから外れた音を指定することができ、よりフラットな第2音、よりシャープな第7音に変更も可能である。更に、そのような変化がスタイル間に生じ、演奏者、あるいは単に演奏者のムードに続く。絶対音高は存在せず、各実行は単に基本音を取り、他の音階程度は基音に比べて続く。

## 地域差
インド文化はざっと北と南に分割することができ、北インドの音楽はほとんどが即興で演奏されるのに対し、南インドの音楽はあらかじめ作曲された音楽を演奏する場合が多い。
南インドでは、中世に72の基本となるラーガと各483種類の派生ラーガという大系に再編成された。全部で34,776種類のラーガが存在することになるが、全てのラーガを覚えた人間はいないという。
北インドのラーガは即興演奏をする上でテーマとなる基本旋法であり、そのラーガにない音は使ってはならないなどの決まり事を含むために、演奏家は必ず覚えなくてはならない。北インドのラーガはイスラム文化の流入によって西アジアや民謡などが取り入れられたために、基本や派生といった明確な大系がなかった。ラーガ・ラーキニ・プトラ法や音楽学者ヴィシュヌ・ナラヤン・バートカンデによる10のタート（thaats：音列）を基本とした分類法などで大系づけが試みられている。

## 実態
ラーガはこれまでに成文化されたことがなく教師から生徒へ口頭で伝えられたために、中には地域、伝統および様式に応じて非常に異なる変種が存在し、極端な場合音楽家は即興で自分で作ってしまう。
インドの古典音楽は常にラーガで編曲されるが、すべてのラーガ音楽は必ずしも古典であるとは限らない。古代ヴェーダの朗唱から発展したインド音楽はスーフィズムの影響を受けながら発展し、15世紀にドゥルパッド形式の音楽が完成する。18世紀初頭にはカッワーリーの影響を受けたカヤール形式が流行した。カヤール形式はドゥルパッド形式よりも感情表現のしやすい音楽だった。19世紀にはさらに聴きやすく感情表現が容易なトゥムリ形式が登場する。この3種類の形式を古典音楽とし、古い形式の音楽ほど格式が上とされている。近年では、大衆的なイスラムの恋愛歌であるガザルが準古典音楽とされているが、これも常識の変化によるものである。
ラーガは単に音階理論というだけではなく、哲学的、精神的なバックグラウンドがあり、時刻や季節への制約は宇宙の運行と関連があると言われている。しかし、近年では録音技術の普及によって、音楽を聴いたり演奏したりする時期や時間制約の必然性が失われつつある。「朝のラーガ」、のようなラーガの約束事の一つである時間的制約の意味は薄れつつあるというものの、伝統的な修行過程では必ずいつどのラーガを演奏するのかがきめ細かく教えられ、現在でもこれを尊重する音楽家は多い。